# Eurogress Aachen

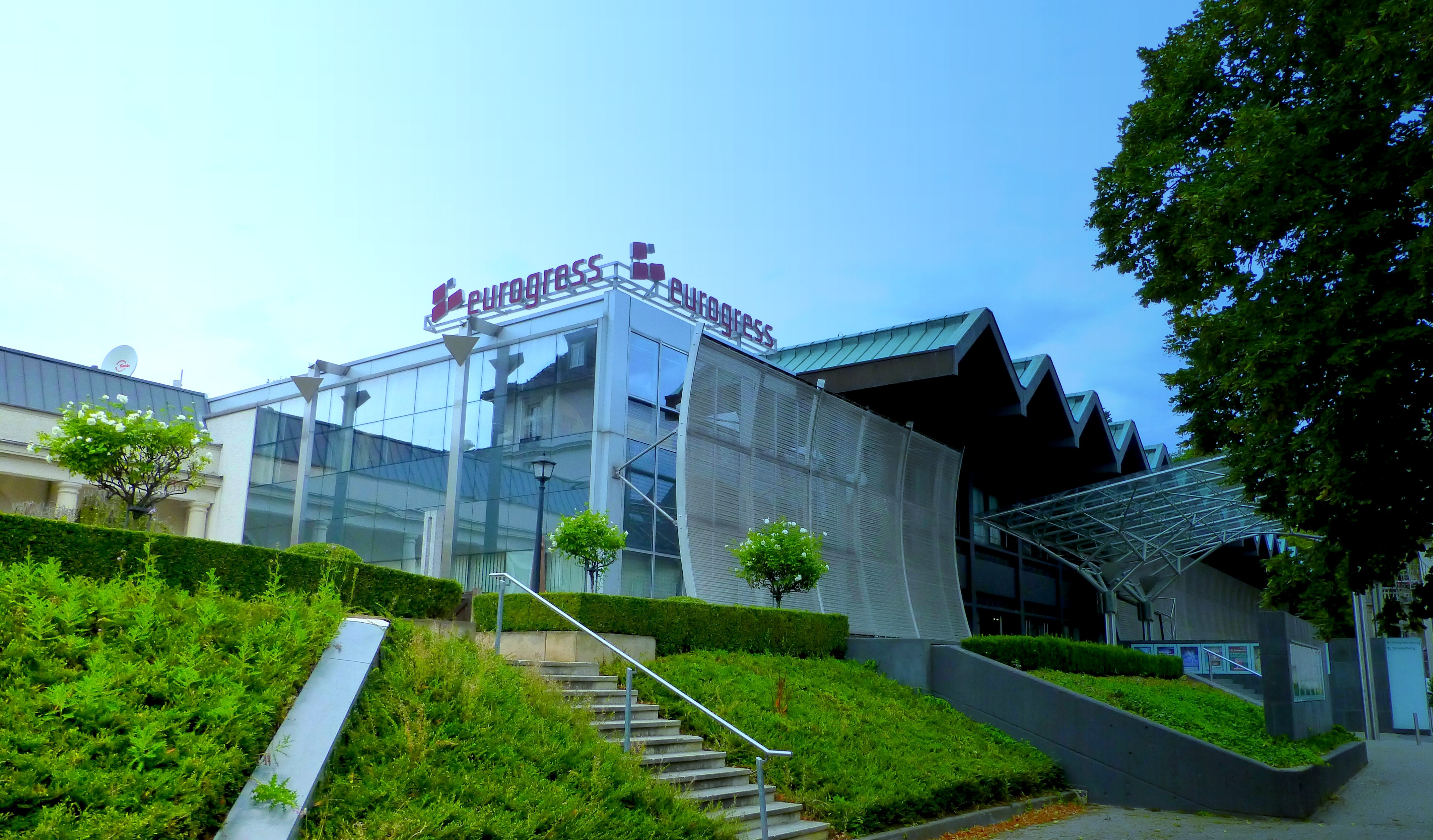
Haupteingang

Das Eurogress Aachen ist ein Kongress- und Veranstaltungszentrum sowie ein Unternehmen der Stadt Aachen. Er wird als Betrieb gewerblicher Art (BGA) verwaltet. Zusammen mit dem Parkhotel Quellenhof und dem Neuen Kurhaus Aachen liegt das Eurogress am Rande der Innenstadt in einem großen Parkgelände, dem Stadtgarten Aachen.
Unter einem Dach stehen drei Säle zur Verfügung:
- Europa-Saal bis zu 1.700 Sitzplätze
- Berlin-Saal bis zu 650 Sitzplätze (aufteilbar in drei Segmente)
- Brüssel-Saal bis zu 480 Sitzplätze

sowie 11 Konferenzräume mit 10 bis 520 Plätzen.
Dazu kommen ca. 3.000 m² Ausstellungsfläche außerdem der ca. 30.000 m²,  große Bendplatz wo u. a. das Volksfest Öcher Bend zweimal im Jahr stattfindet. Ein Teil des Geländes wurde an Lindt & Sprüngli Werk in Aachen verkauft.
Seit 2014 werden die Veranstaltungsräume im Aachener Tivoli vom Eurogress vermarktet. Die Räumlichkeiten im Tivoli Business Bereich eignen sich für gesellschaftliche Veranstaltungen, Tagungen und Seminare.

## Baugeschichte
Das Kongresszentrum wurde anstelle der Wandelhalle errichtet, die im Zweiten Weltkrieg beschädigt und nicht wieder aufgebaut wurde. Am 5. Februar 1975 hat der Rat der Stadt Aachen den Beschluss zum Bau einer neuen Stadthalle gefasst. Für das Bauprojekt wurden 46,5 Millionen DM veranschlagt.  Das nach Plänen des Architekten Erwin Schiffer gestaltete Kongresszentrum wurde am 4. September 1977 eingeweiht. Das zugehörige Parkhaus Eurogress verfügt über rund 600 Stellplätze.
In den Jahren 1998 bis 2014 wurde das von dem Aachener Bauunternehmen Grünzig GmbH erbaute Haus in Etappen grundlegend saniert.
Auch die Veranstaltungstechnik wurde und wird ständig erneuert und auf aktuellem Stand gehalten. So verfügt das Eurogress heute über die modernsten Kommunikations- und Veranstaltungstechnologien.

## Nutzung
Die Räumlichkeiten, ihre Ausstattung und die Akustik, erlauben die Durchführung von Veranstaltungen aller Genres. Kongresse, Tagungen und Seminare, Messen und kongressbegleitende Ausstellungen, Konzerte der E-Musik und U-Musik, Theater- und Kabarettaufführungen, Musicals, Bälle und Karnevalsveranstaltungen, Verkaufsausstellungen, Filmvorführungen und Flohmärkte werden von vielen unterschiedlichen Veranstaltern regelmäßig durchgeführt.
Das Haus ist Spielstätte des Sinfonieorchesters des Stadttheaters Aachen und der Meisterkonzerte der Meisterkonzerte Aachen GmbH. Der Schwerpunkt bei den Kongressen und Tagungen liegt im technisch- und medizinisch-wissenschaftlichen Bereich, oft in Zusammenarbeit mit der RWTH Aachen. Tagungsbegleitende Ausstellungen, Partys, Flohmärkte und Messen finden meist auf den etwa 3000 m² Foyerfläche statt.  Die überregional bekannte Karnevalsveranstaltung Verleihung des Orden wider den tierischen Ernst findet alljährlich im Eurogress statt und wird von der ARD im öffentlich-rechtlichen Fernsehen übertragen.